# 1928. évi téli olimpiai játékok

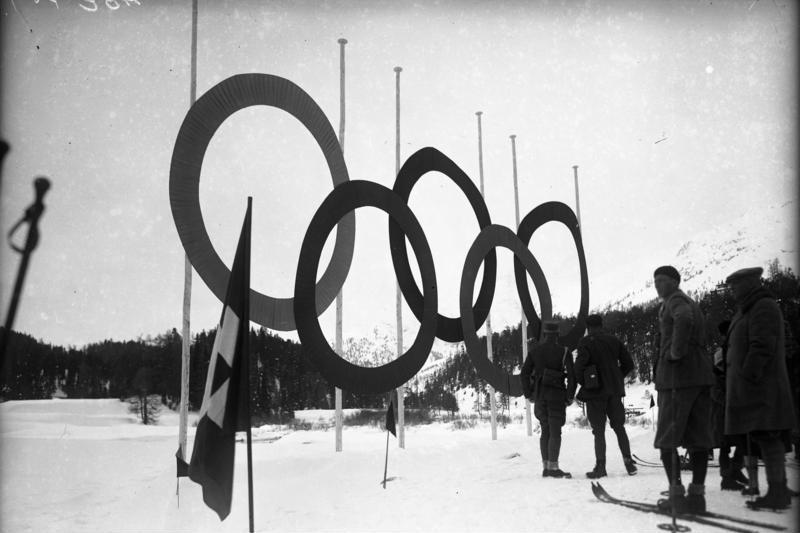
Olimpiai ötkarika St. Moritzban

Az 1928. évi téli olimpiai játékok, hivatalos nevén a II. téli olimpiai játékok egy több sportot magába foglaló nemzetközi sportesemény volt, melyet 1928. február 11. és február 19. között rendeztek meg a svájci St. Moritzban.
Az 1928-as játékok volt az első önálló téli sportünnep, melyet a nyári olimpiai játékoktól függetlenül tartottak meg. A korábbi, 1924-es játékokat csak később minősítették téli olimpiának. Az olimpiai játékok minden korábbi téli eseménye a nyári olimpiák részét képezte, nem pedig egy különálló téli olimpiát. Ezek a játékok helyettesítették a szükségtelen skandináv játékokat.

## Fontosabb események
- Sonja Henie megnyerte első aranyérmét műkorcsolyában
- Ivar Ballangrud olimpiai bajnoki címet nyert 5000 méteren gyorskorcsolyában, Clan Thunberg az 500 méter és 1500 méteres versenyszámokban szerzett aranyérmeket, 10 000 méteren a versenyt a gyors olvadás miatt félbe szakították, és az addigi eredményeket törölték.
- A bobversenyeken ötszemélyes bobok indultak, Egyesült Államok II. csapata szerezte meg az aranyérmet az USA I-es csapata előtt.
- Kanada jégkorongozói a döntőben 5-0-ra győztek a svéd csapat ellen.
- Johan Grøttumsbråten norvég síelő két számban lett bajnok.
- A szkeletonverseny (hason fekve kormányzott versenyszán) győztese az  amerikai Jennison Heaton lett.
- Norvégia végzett az éremtáblázat első helyén 6 arany-, 4 ezüst- és 5 bronzéremmel – összesen 15 medállal. Az Egyesült Államok végzett a második helyen.

## Helyszínek
- St. Moritz Olimpiai Jégpálya
- St. Moritz-Celerina Olimpiai Bobpálya

## Versenyszámok
| Sportág / Szakág | Versenyszámok száma | Versenyszámok száma | Versenyszámok száma | Versenyszámok száma |
| Sportág / Szakág | Férfi               | Női                 | Vegyes              | Összes              |
| ---------------- | ------------------- | ------------------- | ------------------- | ------------------- |
| Bob              | 1                   | 0                   | 0                   | 1                   |
| Északi összetett | 1                   | 0                   | 0                   | 1                   |
| Gyorskorcsolya   | 3                   | 0                   | 0                   | 3                   |
| Jégkorong        | 1                   | 0                   | 0                   | 1                   |
| Műkorcsolya      | 1                   | 1                   | 1                   | 3                   |
| Sífutás          | 2                   | 0                   | 0                   | 2                   |
| Síugrás          | 1                   | 0                   | 0                   | 1                   |
| Szkeleton        | 1                   | 0                   | 0                   | 1                   |
| Összesen         | 11                  | 1                   | 1                   | 13                  |

- Gyorskorcsolyában a 10 000 méteres futamok elmaradtak az enyhe időjárás miatt.
- A bobversenyeken ötfős bobok vettek részt.

### Bemutató sportágak
- Military patrol
- Síjöring

## Menetrend
| ● | Megnyitó ünnepség | ● | Versenynap | ● | Döntő(k) | ● | Záró ünnepség |

| Február             | 11 | 12 | 13 | 14 | 15 | 16 | 17 | 18 | 19 | Összesen |
| ------------------- | -- | -- | -- | -- | -- | -- | -- | -- | -- | -------- |
| Ünnepségek          | ●  |    |    |    |    |    |    |    | ●  |          |
| Bob                 |    |    |    |    |    |    |    | 1  |    | 1        |
| Északi összetett    |    |    |    |    |    |    |    | 1  |    | 1        |
| Gyorskorcsolya      |    |    | 2  | 1  |    |    |    |    |    | 3        |
| Jégkorong           |    |    |    |    |    |    |    |    | 1  | 1        |
| Műkorcsolya         |    |    |    |    |    |    | 1  | 1  | 1  | 3        |
| Szkeleton           |    |    |    |    |    |    | 1  |    |    | 1        |
| Sífutás             |    |    |    | 1  |    |    | 1  |    |    | 2        |
| Síugrás             |    |    |    |    |    |    |    | 1  |    | 1        |
| Összes aznapi döntő | 0  | 0  | 2  | 2  | 0  | 0  | 3  | 4  | 2  | 13       |
| Összesítés          | 0  | 0  | 2  | 4  | 4  | 4  | 7  | 11 | 13 |          |
| Február             | 11 | 12 | 13 | 14 | 15 | 16 | 17 | 18 | 19 | Összesen |

## Részt vevő nemzetek

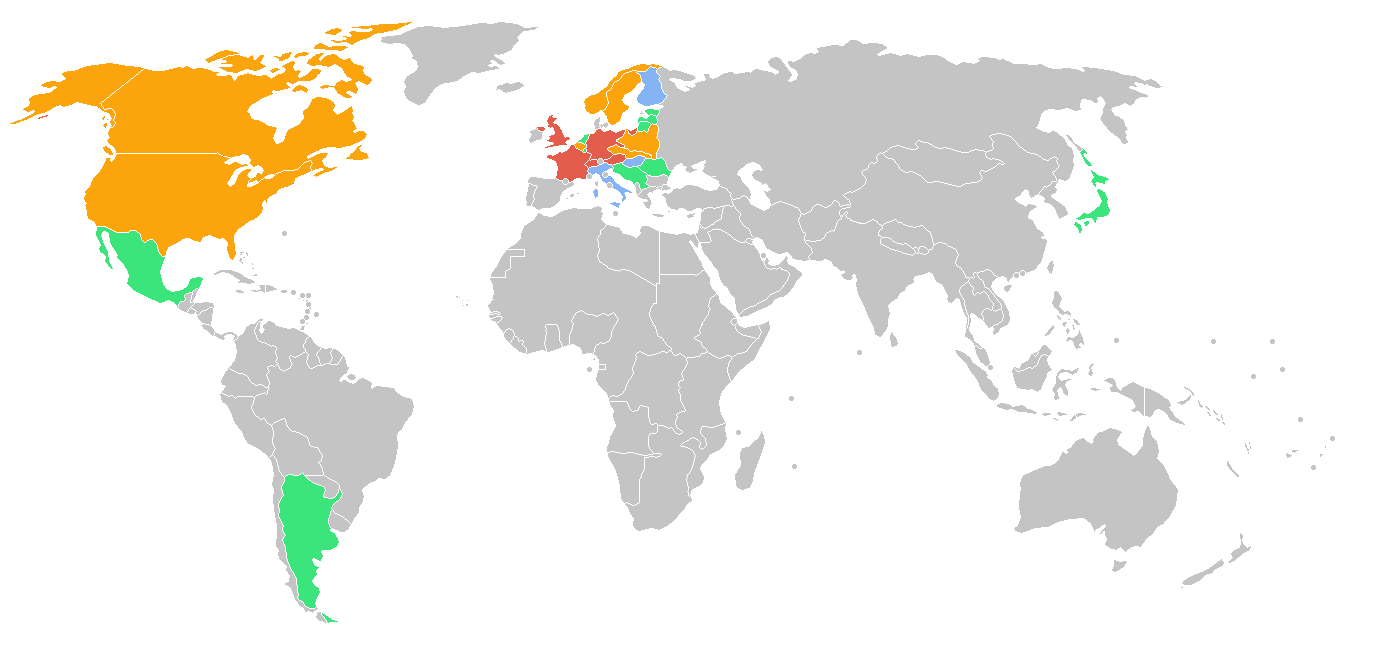
A részt vevő országok. Zöld: kevesebb, mint 11 sportoló; kék: 11-20; narancs: 21-30; piros: több, mint 30.

Az 1924-es I. téli olimpiai játékok 16 résztvevőjének száma 25-re nőtt. A következő nemzetek képviseltették magukat első alkalommal:
Argentína, Észtország, Hollandia, Japán, Litvánia, Luxemburg, Mexikó, Németország és Románia (vastagítással kiemeltek).
- Argentína (ARG) (10 – 10 férfi)
- Ausztria (AUT) (39 – 34 férfi, 5 nő)
- Belgium (BEL) (25 – 24 férfi, 1 nő)
- Csehszlovákia (TCH) (25 – 24 férfi, 1 nő)
- Egyesült Államok (USA) (24 – 21 férfi, 3 nő)
- Észtország (EST) (2 – 2 férfi)
- Finnország (FIN) (18 – 17 férfi, 1 nő)
- Franciaország (FRA) (38 – 36 férfi, 2 nő)
- Hollandia (NED) (7 – 7 férfi)
- Japán (JPN) (6 – 6 férfi)
- Jugoszlávia (YUG) (6 – 6 férfi)
- Kanada (CAN) (23 – 20 férfi, 3 nő)
- Lengyelország (POL) (26 – 26 férfi)
- Lettország (LAT) (1 – 1 férfi)
- Litvánia (LTU) (1 – 1 férfi)
- Luxemburg (LUX) (5 – 5 férfi)
- Magyarország (HUN) (13 – 13 férfi)
- Mexikó (MEX) (5 – 5 férfi)
- Nagy-Britannia (GBR) (32 – 29 férfi, 3 nő)
- Németország (GER) (44 – 39 férfi, 5 nő)
- Norvégia (NOR) (25 – 22 férfi, 3 nő)
- Olaszország (ITA) (13 – 13 férfi)
- Románia (ROU) (10 – 10 férfi)
- Svájc (SUI) (41 – 40 férfi, 1 nő)
- Svédország (SWE) (24 – 24 férfi)

## Éremtáblázat
| Az 1928. évi téli olimpiai játékok éremtáblázata | Az 1928. évi téli olimpiai játékok éremtáblázata | Az 1928. évi téli olimpiai játékok éremtáblázata | Az 1928. évi téli olimpiai játékok éremtáblázata | Az 1928. évi téli olimpiai játékok éremtáblázata | Olimpia  |
| ------------------------------------------------ | ------------------------------------------------ | ------------------------------------------------ | ------------------------------------------------ | ------------------------------------------------ | -------- |
|                                                  | Ország                                           | Arany                                            | Ezüst                                            | Bronz                                            | Összesen |
| 1.                                               | Norvégia (NOR)                                   | 6                                                | 4                                                | 5                                                | 15       |
| 2.                                               | Egyesült Államok (USA)                           | 2                                                | 2                                                | 2                                                | 6        |
| 3.                                               | Svédország (SWE)                                 | 2                                                | 2                                                | 1                                                | 5        |
| 4.                                               | Finnország (FIN)                                 | 2                                                | 1                                                | 1                                                | 4        |
| 5.                                               | Kanada (CAN)                                     | 1                                                | 0                                                | 0                                                | 1        |
|                                                  | Franciaország                                    | 1                                                | 0                                                | 0                                                | 1        |
|                                                  |                                                  |                                                  |                                                  |                                                  |          |
| 7.                                               | Ausztria (AUT)                                   | 0                                                | 3                                                | 1                                                | 4        |
|                                                  |                                                  |                                                  |                                                  |                                                  |          |
| 8.                                               | Belgium (BEL)                                    | 0                                                | 0                                                | 1                                                | 1        |
|                                                  | Csehszlovákia (TCH)                              | 0                                                | 0                                                | 1                                                | 1        |
|                                                  | Nagy-Britannia (GBR)                             | 0                                                | 0                                                | 1                                                | 1        |
|                                                  | Németország (GER)                                | 0                                                | 0                                                | 1                                                | 1        |
|                                                  | Svájc (SUI)                                      | 0                                                | 0                                                | 1                                                | 1        |
|                                                  |                                                  |                                                  |                                                  |                                                  |          |
| Összesen                                         | Összesen                                         | 14                                               | 12                                               | 15                                               | 41       |